# Yilliminning
Yilliminning är en ort i Australien. Den ligger i kommunen Narrogin och delstaten Western Australia, omkring 180 kilometer sydost om delstatshuvudstaden Perth. Antalet invånare är 338.
Trakten runt Yilliminning är nära nog obefolkad, med mindre än två invånare per kvadratkilometer.. Närmaste större samhälle är Narrogin, omkring 19 kilometer väster om Yilliminning. 
Trakten runt Yilliminning består till största delen av jordbruksmark. Genomsnittlig årsnederbörd är 502 millimeter. Den regnigaste månaden är september, med i genomsnitt 86 mm nederbörd, och den torraste är februari, med 9 mm nederbörd.